# Partido Alternativa Independiente Social
El Partido Alternativa Independiente Social (PAIS) era un partido político de Panamá, de tendencia conservadora y evangélica. Fue reconocido oficialmente como partido el 16 de septiembre de 2021 y estuvo presidido por el abogado José Alberto Álvarez. Tenía 22 849 afiliados. En las elecciones generales de 2024, el partido tuvo un pobre desempeño y no superó el umbral mínimo de 2% de votos en todos los cargos a elección popular, por lo que el 26 de junio de 2024 fue declarado extinto.

## Historia
La formación política había iniciado su proceso en mayo de 2017, con el objetivo de participar en las elecciones generales de 2019. PAIS logró obtener en junio de 2018 casi unas 38 000 firmas necesarias para constituirse como un partido político.
Sin embargo, se detectaron una serie de irregularidades en la inscripción y el Fiscal Electoral de Panamá, Eduardo Peñaloza, impugnó 1140 firmas; aduciendo que activistas de PAIS habían asistido a una manifestación en contra del matrimonio de parejas del mismo sexo donde diversos manifestantes firmaron los libros creyendo que era alguna especie de encuesta, sin saber que estaban inscribiéndose en un partido político y sin la presencia de funcionarios electorales. El presidente de PAIS, José Alberto Álvarez, había repudiado la impugnación indicando intereses particulares del fiscal electoral, y que debido a la situación optaría electoralmente con inscribir candidatos en el Movimiento Liberal Republicano Nacionalista (Molirena) mediante un acuerdo.
Al final, el Tribunal Electoral mediante un fallo del 27 de octubre de 2018 invalidó unas 511 firmas y quedó a sólo siete firmas de constituirse como partido político, perdiendo la oportunidad de participar directamente en las elecciones del 2019. No obstante, PAIS formalizó el pacto electoral con el Molirena y posteriormente luego que este último partido sellara una alianza con el Partido Revolucionario Democrático, algunos candidatos originarios de PAIS fueron incluidos en la alianza «Uniendo Fuerzas» para participar en la contienda electoral.
Tras las elecciones de mayo de 2019, el partido en formación retomó la búsqueda de firmas y en octubre de 2020 llegaron a obtener unos 39 842 firmas, y sin impugnación alguna el Tribunal Electoral le certificó el cumplimiento del mínimo de adherentes. El 13 de mayo de 2021 realizó su convención constitutiva y el 16 de septiembre de 2021 recibió formalmente el registro oficial como partido político.
El 29 de julio de 2023 eligió a José Alberto Álvarez, presidente del partido, como su candidato presidencial y con miras a armar una alianza con los partidos Panameñista y Cambio Democrático (CD), sin embargo, las negociaciones cayeron ya que se acusó a Álvarez de revelar información que ponía a Rómulo Roux, candidato del CD como el que encabezaría la alianza opositora, sin confirmación alguna. Tras esa situación, PAIS fue apartado de las conversaciones y Álvarez debió buscar otras opciones para armar una nueva alianza. Finalmente, el 26 de septiembre de 2023, PAIS aceptó la candidatura presidencial de Melitón Arrocha, quien estaba corriendo por la libre postulación y Álvarez declinó en sus aspiraciones presidenciales.
Arrocha mantuvo su candidatura con el apoyo de PAIS hasta el 29 de abril de 2024, cuando sorpresivamente en su cierre de campaña pocos días antes de las elecciones anunció su respaldo al candidato Martín Torrijos, del Partido Popular, pero sin renunciar a su candidatura. La situación fue señalada por Álvarez como una «desagradable sorpresa» y no fue consultada por PAIS, por lo que Arrocha apenas recibió poco más de 4500 votos y quedando en la última posición de votos presidenciales. Además, el partido no obtuvo algún cargo de elección popular y no alcanzó el 2%  mínimo de votos válidos para todos los cargos, por lo que PAIS afrontó su desaparición como colectivo, siendo ratificado por el Tribunal Electoral el 26 de junio de 2024.

## Ideología
El partido se presenta como un partido de corte libertario, con respeto a la propiedad privada, el libre mercado y la apertura económica. Adicionalmente, se presenta como un partido que busca una asamblea constituyente, y en mayo de 2021 formó parte de la alianza Firmo por Panamá (junto con el Partido Panameñista, Cambio Democrático y otras organizaciones), que buscaba recolectar firmas para convocar una asamblea paralela, aunque no se cristalizó al no obtener apoyo popular suficiente. También el partido ha manifestado su lucha contra la corrupción.
Además el partido busca la defensa de la familia «bajo el precepto legal, bíblico y cristiano» y muestra dura oposición al matrimonio igualitario y a la educación sexual, del cual su líder José Álvarez lo considera una «aberración contra natura».
El partido es señalado de tener una fuerte influencia evangélica, porque una parte significativa de la membresía pertenece al Movimiento de Acción Reformada (MAR), una agrupación de líderes religiosos, pastores y guías espirituales evangélicos panameños. Parte de la junta directiva está compuesta por pastores evangélicos como Orlando Quintero (primer vicepresidente del partido), Horacio Freeman (secretario general), entre otros. De hecho, el presidente José Alberto Álvarez es familiar del pastor Edwin Álvarez, quien preside la Comunidad Apostólica Hosanna. A pesar de la situación, el propio Álvarez señala categóricamente que PAIS no es un partido de corte evangélico.